# Mugham trio
Mugham trio (azeri: Muğam üçlüyü) - sanger spiller på en gaval, en tar musiker og en kamanche musiker.
- Mugam trio af musikinstrumenter
- Gaval
- Tar
- Kamanche